# Uno Jūkichi

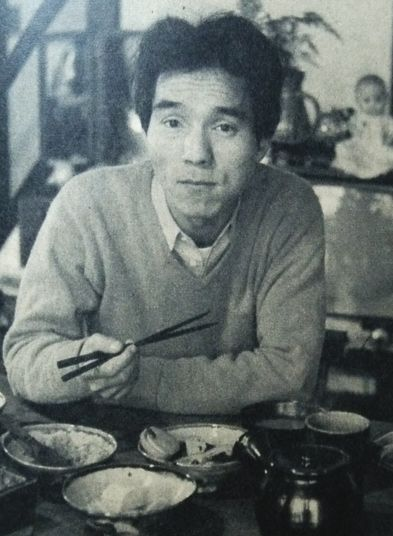
Uno Jūkichi, 1955

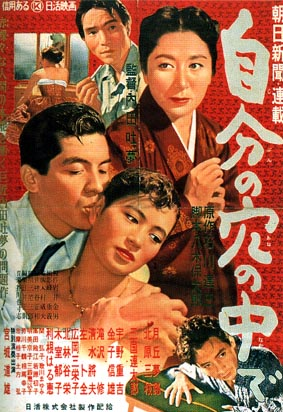
Filmplakat

Uno Jūkichi (japanisch 宇野 重吉, eigentlich Terao Nobuo; geboren 27. September 1914 in der Präfektur Fukui; gestorben 9. Januar 1988 in Tokio) war ein japanischer Schauspieler, Theaterdirektor und Filmregisseur.

## Leben und Wirken
Uno Jūkichi arbeitete zunächst mit dem „Tōkyō Sayoku Gekidan“ (東京左翼劇団), einer linksgerichteten Theatergesellschaft in Tokio. Dann beteiligte er sich 1934 an der Gründung des „Shinkyō Gekidan“ (新協劇団), der „Neuen kooperativen Theatergesellschaft“.
Nach dem Zweiten Weltkrieg gründete Uno zusammen mit dem Schauspieler Takizawa Osamu und anderen 1947 das „Minshū Geijutsu Gekijō“ (民衆芸術劇場), das „Volkskunst-Theater“, Vorläufer des „Gekidan Mingei“ (劇団民芸). Er leitete das „Gekidan Mingei“ ab 1964 und war an vielen Aufführungen direkt beteiligt. Er trat auf in Stücken wie „Ottō to yobareru Nihonjun“ (オットーと呼ばれる日本人) – „Ein Japaner, genannt Otto“, verfasst von Kinoshita Junji 1962, „Taisamboku no ki mo shita de“ (泰山木の木の下で) – „Unter dem Magnolienbaum“ 1963, verfasst von Koyama Yūshi (1906–1982), oder in der japanischen Version von Tschechows „Der Kirschgarten“ 1974.
Im September 1986 begann Uno eine Tour durch Japan mit seiner neugegründeten Truppe „Uno Jūkichi Ichiza“ (宇野重吉一座). Zur Aufführung kam „Sannen-ne Tarō“ (三年寝太郎), etwa „Der drei Jahre schlafende Tarō“ verfasst von Kinoshita. Die Truppe brachte es auf 206 Vorstellungen.
Neben seiner umfangreichen Theaterarbeit stand Jūkichi zwischen 1938 und 1985 auch für über 130 Film- und Fernsehproduktionen vor der Kamera. Sehr häufig arbeitete er dabei in den 1950er- und 1960er-Jahren mit dem Regisseur Shindō Kaneto. Zwischen 1956 und 1959 war er außerdem selbst Regisseur bei fünf Kinofilmen.
Uno wurde mit zahlreichen Preisen ausgezeichnet, darunter 1969 mit dem Mainichi-Kulturpreis für das Theaterstück in der Art des „Shingeki“ (新劇) „Tanoshii kanashii“ (愉し哀し) – „Vergnüglich betrübt“, 1972 mit dem Mainichi-Kunstpreis, 1980 mit dem Kinokuniya-Theater-Preis.
Unos Sohn Akira Terao wurde ein bekannter Schauspieler und Musiker.

## Filmografie (Auswahl)
- 1938: Makiba monogatari
- 1950: Konyaku yubiwa
- 1951: Aisai monogatari
- 1952: Das Leben der Frau Oharu (Saikaku Ichidai Onna)
- 1952: Die Kinder von Hiroshima (Genbaku No Ko)
- 1953: Shukuzu
- 1953: Onna no issho
- 1955: Ôkami
- 1956: Shirogane Shinju
- 1956: Yakan chûgaku
- 1956: Joyu
- 1958: Kanashimi wa Onna dakeni
- 1959: Daigo Fukuryū-Maru
- 1962: Akitsu Springs (Akitsu onsen)
- 1964: Onibaba – Die Töterinnen (Onibaba)
- 1965: Akutô
- 1966: Der kleine Ausreißer (Chiisai tôbôsha)
- 1968: Kurobe no taiyō
- 1970: Fuji sancho
- 1976: Otoko Wa Tsurai Yo: Torajiro Yusake Koyake
- 1983: Meiso chizu
- 1985: Shimaizaka